# Социальная обусловленность
Социальная обусловленность относится к социальному процессу обучения людей в обществе действовать или реагировать таким образом, чтобы эти действия были одобрены обществом в целом и окружением в частности. Эта концепция сильнее, чем социализация, которая относится к процессу наследования норм, обычаев и идеологий. Влияние социальной обусловленности огромно, и оно, как правило, относятся к категории социальных структур, включая образование, работу, развлечения, массовую культуру, религию, духовность и семейную жизнь.
Социальная обусловленность представляет собой тему дискуссии о роли воспитания и природных факторов в формировании характера и способностей человека. Общество в целом и отдельные его группы устанавливают нормы, которые определяют поведение людей в социальной среде. Хотя общество и формирует индивида, однако, это сам индивид создаёт его, а затем общество снова формирует и оказывает воздействие на нас. Эмиль Дюркгейм сыграл важную роль в формировании теории социальных фактов, объясняя и рассказывая как однажды возникшая идея, а в данном случае Дюркгейм говорил об обществе, превратилась в нечто в основном контролирующее и управляющее нами.